# Manfred Gstatter
Manfred Gstatter (25 novembre 1979) è un ex sciatore alpino austriaco.

## Biografia
Gstatter, originario di Sankt Martin am Tennengebirge e attivo dal dicembre del 1994, esordì in Coppa Europa il 5 gennaio 1998 a Kranjska Gora in slalom gigante, senza concludere la prova. Nel 1998 ai Mondiali juniores del Monte Bianco si aggiudicò la medaglia d'argento nello slalom gigante e nella rassegna iridata giovanile di Pra Loup 1999 vinse la medaglia d'oro nel supergigante; in Coppa Europa ottenne il miglior piazzamento il 14 febbraio 2002 a Sella Nevea nella medesima specialità (15º) e prese per l'ultima volta il via 25 febbraio 2003 a Madesimo in slalom speciale (44º). Si ritirò al termine della stagione 2005-2006 e la sua ultima gara fu uno slalom speciale FIS disputato il 1º aprile a Magnitogorsk; non debuttò in Coppa del Mondo né prese parte a rassegne olimpiche o iridate.

## Palmarès

### Mondiali juniores
- 2 medaglie:
  - 1 oro (supergigante a Pra Loup 1999)
  - 1 argento (slalom gigante a Monte Bianco 1998)

### Coppa Europa
- Miglior risultato in classifica generale: 96º nel 2002

### Campionati austriaci
- 1 medaglia:
  - 1 bronzo (combinata nel 2000)